# Kimberley Stanfield
Pour les articles homonymes, voir Stanfield.
Heather Spytek Jennifer Walcott
Kimberley Stanfield, née le 18 novembre 1981 à Vancouver, Canada, est une modèle canadienne. 

## Biographie
Elle a été playmate dans l'édition de juillet 2001 de Playboy.

## Filmographie
- Playboy Playmates Unwrapped (2001)
- Playboy Barefoot Beauties (2002)
- Playboy Playmate Video Calendar (2003)